# Градски музеј Сента
Градски музеј Сента званично је основан 1949. године. Смештен је у згради жупног уреда смештеној на Главном тргу у Сенти, саграђеној између 1907 и 1908. године у неоренесансном стилу. Музеј функционише у оквиру Културно-образовног центра „Лајош Турзо” основаног 1977. као установа од посебног друштвеног значаја.

## Историјат
У Сенти, као и у осталим провинцијским градовима, постојала је жеља за успостављањем музеја још у 19. веку. Та жеља се најпре остварила једном поставком у виду кабинета која се могла видети у згради градске куће, као и у виду мале природњачке и локално-историјске збирке у згради гимназије. Истраживач локалне историје, Сенћанин Ђула Дудаш (1861–1911) а након њега и његов син Андор, такође су покушали са формирањем музеја, али их је Први светски рат у томе спречио. Између два рата Андор је, заједно са тадашњим директором гимназије Миливојем В. Кнежевићем поновио покушај, али се процес одужио, а избијање другог рата поново је спречио отварање планиране установе. У том периоду чак су и неки колекционари даривали своје збирке граду, а у нади да ће се музеј остварити – на пример приватна збирка Јоце Вујића, чији делови се чувају у Матици Српској као и у факултетској библиотеци у Београду. Касније, данашњи музеј је ипак успео да путем откупа набави још један део те збирке.
На прави пробој требало је чекати до завршетка рата, када је Покрајински одбор за културу указом од 2. новембра 1946. предвидео задатак формирања градског музеја у Сенти. Следеће године наставник Лазар Крагујевић бива изабран за начелника институције у формирању, док се свечано отварање десило 12. јуна 1949. године, представљањем прве сталне поставке новог музеја.
Од тог периода надаље, у следеће две деценије музејска активност у Сенти напредује, радом ентузијаста, међу које је спадао и Геза Триполски (мађ. Тripolsky Géza) директор институције између 1964. и 1977. године. Постепено се формирао комплексни профил музеја, а у оквиру њега на посебном месту етнографска и ликовно-уметничка збирка. Развоју етнографске збирке много је допринео рад истакнутог социографа сенћанског лекара Беле Бурања (мађ. Burány Béla) који је посебно изучавао традиционални пастирски начин живота у Потисју.
Иако је формирањем музеја у Бечеју надлежност сенћанске установе умањена, њен значај не престаје за подручје целог северног Потисја. У садашњу зграду која има статус градитељског наслеђа музеј се уселио 1970. године.

## Стална поставка
Музеј је отворен за посете сваког дана и састоји се од поставке археолошких предмета, природњачке збирке, докумената и предмета из времена првог и другог светског рата, од разних експоната значајних за локалну историју, као и од уметничке и веома лепе етнографске збирке, која испуњава горње просторије зграде.
Музеј има читаоницу и амфитеатар где се приређују културне манифестације и држе разна предавања.
Осим изложбе самог музеја ту је и Спомен кућа Стевана Сремца и Спомен-видиковац Сенћанске Битке.